# هولوبیتسه (ناحیه ویشکوف)
هولوبیتسه (به چکی: Holubice) یک منطقهٔ مسکونی در جمهوری چک است که در ناحیه ویشکوو واقع شده‌است. هولوبیتسه ۷٫۴ کیلومتر مربع مساحت و ۹۷۹ نفر جمعیت دارد و ۲۲۸ متر بالاتر از سطح دریا واقع شده‌است.